# Santa Marina del Rey (kommunhuvudort)
Santa Marina del Rey är en kommunhuvudort i Spanien.   Den ligger i provinsen Provincia de León och regionen Kastilien och Leon, i den nordvästra delen av landet, 290 km nordväst om huvudstaden Madrid. Santa Marina del Rey ligger 848 meter över havet och antalet invånare är 2 281.
Terrängen runt Santa Marina del Rey är platt. Runt Santa Marina del Rey är det ganska glesbefolkat, med 23 invånare per kvadratkilometer. Närmaste större samhälle är Astorga, 17,1 km väster om Santa Marina del Rey. Trakten runt Santa Marina del Rey består till största delen av jordbruksmark.